# Mario Nuzzi
Mario Nuzzi, (Roma, 1603-Roma, 1673), llamado Mario dei Fiori (también escrito de' Fiori), fue un pintor italiano de estilo barroco, el primero en especializarse en la pintura de flores y guirnaldas.

## Biografía
Se cree que pudo ser discípulo de su tío, el pintor caravaggista Tommaso Salini, de quien se dice que fue el primero en pintar flores del natural, aunque es poco lo conservado de su mano. La influencia caravaggista, en todo caso, es notable en sus obra, vinculada todavía a las corrientes tenebristas por la utilización de los fondos oscuros y su interés por los efectos de la luz sobre los objetos primorosamente estudiados, aunque por influencias nórdicas su pintura se irá abriendo hacia fórmulas de un mayor barroquismo. 
Desarrolló su actividad artística en Roma donde ingresó en 1657 en la Academia de San Lucas. Trabajó para muchas de las principales familias romanas, como los Borghese, los Chigi, los Barberini y los Pamphili. Colaboró con Carlo Maratta en el Palazzo Colonna, pintando las flores de algunas de sus composiciones, como en la Adoración de los Reyes en una guirnalda de flores del Museo del Ermitage. Con todo, son escasas las obras seguras que se han conservado, abundando las copias e imitaciones, algunas acaso de sus discípulos entre los que se cuentan Laura Bernasconi y Domenico Bettini.
Algunas de sus obras llegaron tempranamente a España, según los testimonios literarios, donde fueron muy celebradas, ejerciendo una influencia considerable sobre la pintura de Juan de Arellano quien, según asegura Antonio Palomino, se inició copiando «algunos floreros del Mario».